# Michael Buback

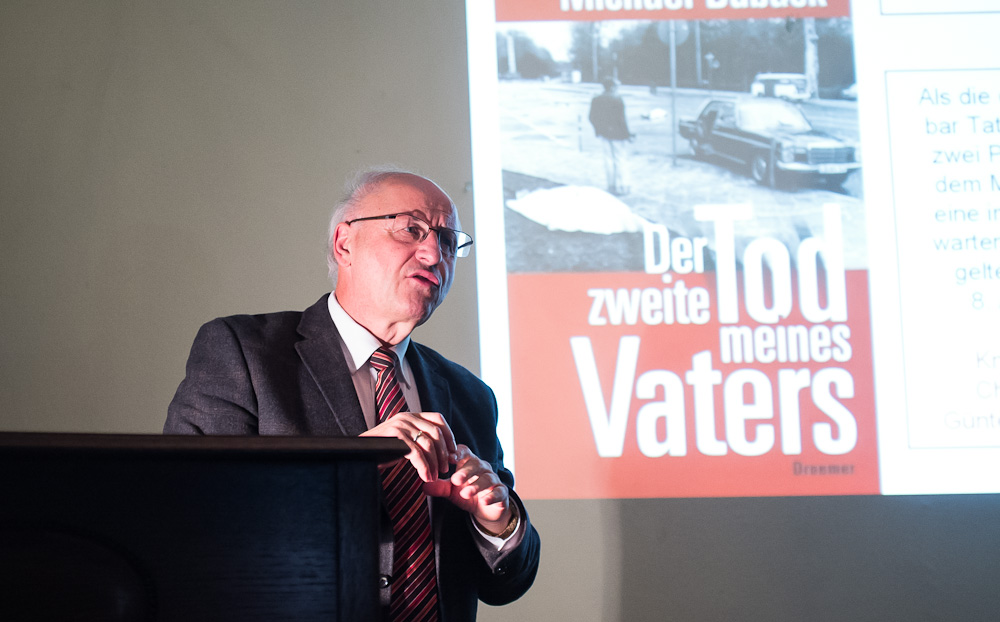
Michael Buback

Michael Buback (* 16. Februar 1945 in Nobitz) ist ein deutscher Professor für Technische und  Makromolekulare Chemie, Hochschullehrer an der Georg-August-Universität in Göttingen und der Sohn des am 7. April 1977 von der Rote Armee Fraktion ermordeten Generalbundesanwalts Siegfried Buback. Einer breiteren Öffentlichkeit wurde er ab 2008 durch sein Sachbuch Der zweite Tod meines Vaters bekannt. Darin legte er seine eigenen Untersuchungen und Schlussfolgerungen zum Mord an seinem Vater offen und kritisierte verschiedene deutsche Sicherheitsbehörden.
Das Buch erregte erhebliches Aufsehen und gilt als Anlass für den erneuten Strafprozess gegen die frühere RAF-Terroristin Verena Becker ab 2011. Gegen Becker war 1977 nicht nachhaltig ermittelt worden, Buback hält sie jedoch mit anderen für die Haupttäterin. Er und seine Frau traten im Prozess als Nebenkläger auf.  Gegen die Anträge Bubacks wurde Becker von der Staatsanwaltschaft  nur wegen Beihilfe zum Mord angeklagt und verurteilt. Bubacks insgesamt vernichtende Kritik am Prozessverlauf und dem Agieren der Staatsanwaltschaft wurde von einzelnen Prozessbeobachtern wie dem RAF-Forscher Wolfgang Kraushaar geteilt, der eine „Perversion des Rechtsstaats“ konstatierte.

## Leben
Michael Buback verbrachte seine Volksschulzeit zunächst in Meißen, bevor seine Familie nach Celle und dann nach Karlsruhe zog. Dort machte er 1963 das Abitur am Kant-Gymnasium. Anschließend studierte er Chemie an der Universität Karlsruhe und wurde 1972 mit einer Arbeit über Dampfdruck, Dichte und elektrische Leitfähigkeit von Ammoniumchlorid bei E. Ulrich Franck promoviert. 1978 habilitierte er sich mit einer Schrift über „Quantitative Infrarotspektroskopie“ und folgte 1981 einem Ruf auf die Professur für Angewandte Physikalische Chemie an der Georg-August-Universität Göttingen.
Von 1989 bis 1991 war er Dekan des Fachbereichs Chemie der Universität Göttingen. 1993 erhielt er einen Ruf auf den Lehrstuhl „Technische Chemie B (Reaktionstechnik)“ im Fachbereich Chemietechnik der Universität Dortmund, nahm diesen ebenso wie 1995 einen Ruf auf die Position eines Direktors des Instituts für Technische Chemie am Forschungszentrum Karlsruhe jedoch nicht an. 1995 übernahm er schließlich die C4-Professur für „Technische und Makromolekulare Chemie“ an der Georg-August-Universität Göttingen.

## Mitgliedschaften und Funktionen
Buback war bis 2008 auf Göttinger Seite Koordinator des 1999 von ihm mitbegründeten Europäischen Graduiertenkollegs „Microstructural Control in Free-Radical Polymerization“ gemeinsam mit den Universitäten in Amsterdam, Eindhoven und Clausthal. Er ist seit 2000 Ordentliches Mitglied der Akademie der Wissenschaften zu Göttingen, Fachgutachter der Deutschen Forschungsgemeinschaft sowie seit 2003 „Titular Member“ der Macromolecular Division der International Union of Pure and Applied Chemistry (IUPAC). Im Januar 2008 übernahm Buback die Position des Vizepräsidenten der IUPAC Polymer Division. Buback ist Schirmherr des seit 2014 jährlich an der Universität in Landau in der Pfalz stattfindenden Wissenschaftsfestivals "Science-Fair".

## Auszeichnungen
1989 wurde er mit dem Carl-Duisberg-Gedächtnispreis der Gesellschaft Deutscher Chemiker geehrt. 2007 wurde Buback mit der Bunsen-Denkmünze 2007 der Deutschen Bunsen-Gesellschaft für Physikalische Chemie sowie der H. F. Mark-Medaille des Österreichischen Forschungsinstituts für Chemie und Technik in Wien ausgezeichnet. Ebenfalls wurde er 2007 mit der Erskine Fellowship geehrt, die ihm eine Gastprofessur an der University of Canterbury in Christchurch, Neuseeland ermöglichte.

## Politik
Der parteilose Chemiker war zeitweise als möglicher Wissenschaftsminister in Niedersachsen im Gespräch. Vor der Landtagswahl vom 2. Februar 2003 hatte ihn der damalige CDU-Spitzenkandidat und spätere Ministerpräsident Christian Wulff als Mitglied seines „Zukunftsteams“ präsentiert. Nach der Wahl musste er dem CDU-Politiker Lutz Stratmann den Vortritt lassen.
Für die Januar-Ausgabe 2012 des Magazins Compact gab er dem Chefredakteur des Magazins, Jürgen Elsässer, ein Interview.

## Familie
Als sein Vater, Generalbundesanwalt Siegfried Buback, am 7. April 1977 in Karlsruhe von der RAF getötet wurde, war Michael Buback 32 Jahre alt. Im Rahmen der Diskussion über das später abgelehnte Gnadengesuch Christian Klars im Jahre 2007 war Buback häufiger Gast in Fernseh-Diskussionsrunden und verfasste mehrere Artikel über das Thema RAF. Am 17. April 2007 veröffentlichte er einen Artikel in der Süddeutschen Zeitung, in dem er schrieb, dass sich das ehemalige RAF-Mitglied Peter-Jürgen Boock bei ihm gemeldet und glaubhaft versichert habe, dass weder Christian Klar noch Knut Folkerts oder Günter Sonnenberg die Schützen gewesen seien.
Bereits 2001 gab sich nach einem Aufeinandertreffen Bubacks und Jürgen Trittins auf einer Zugfahrt zur Talkshow Sabine Christiansen der Autor des Textes „Buback – Ein Nachruf“ zu erkennen, der bislang nur als Göttinger Mescalero bekannt war.
Michael Buback ist seit 1971 mit einer Gymnasialrätin verheiratet und hat zwei Kinder. Sein Schwiegervater (* um 1910) war als Mitglied der Bundesanwaltschaft ein älterer Kollege seines Vaters, wodurch er seine spätere Ehefrau kennenlernte.

## Buch „Der zweite Tod meines Vaters“

### Inhalt des Buchs
Die Ergebnisse seiner Ermittlungen zum Mord an seinem Vater veröffentlichte er 2008 in dem Buch Der zweite Tod meines Vaters, eine erweiterte Ausgabe erschien 2009. Buback schreibt darin unter anderem über seinen begründeten Verdacht, dass deutsche Geheimdienste an der Ermordung seines Vaters beteiligt gewesen oder zumindest vorher darüber informiert gewesen sein könnten – und dass die Bundesanwaltschaft in Verbindung mit Geheimdiensten den wahren Mörder gedeckt haben könnte, wobei vieles auf Verena Becker hindeute. Zwischenzeitlich wurden Teile von Bubacks Buch als Verschwörungstheorie bezeichnet. Der Politologe und RAF-Forscher Wolfgang Kraushaar stellte daraufhin eigene Nachforschungen an und bilanzierte in dem darauf aufbauenden Buch Verena Becker und der Verfassungsschutz: „Der Verdacht [von Michael Buback] ist und bleibt eine begründete Vermutung. Nicht mehr, aber auch nicht weniger.“ Kraushaar beobachtete auch den erneuten Prozess gegen Becker und kommentierte, dass nach seiner und der Ansicht anderer Prozessbeobachter dabei „der Staat die Angeklagte verteidigt“. Es sei eine „Perversion des Rechtsstaats, wenn der Vertreter der Anklage insgeheim die Interessen der Angeklagten, in diesem Fall einer Exterroristin, vertritt“. Im Juni 2011 betitelte er einen Zeitungsartikel über den Prozess mit „Eine Farce in Stammheim“. Michael Buback trat in diesem Prozess als Nebenkläger auf, als Zeuge fungierte unter anderem der Ex-Terrorist Michael „Bommi“ Baumann. Sein Buch bewarb Buback bundesweit mit mehreren öffentlichen Vortragsveranstaltungen, so etwa im Wintersemester 2012/13 auf dem Haus der rechtsextremen Marburger Burschenschaft Rheinfranken.

### Rezeption des Buchs
Mehrere Kritiker schrieben, dass sie angesichts der unglaubhaft klingenden Thesen des Buchs anfangs skeptisch gewesen seien. Dies habe sich jedoch nach übereinstimmender Meinung mehrerer Kritiker bei der Lektüre der „detailgenauen Analyse“ ins Gegenteil verkehrt, manche Rezensenten zeigten sich regelrecht erschüttert angesichts der „Sprengkraft“ und Tragweite der von Buback zusammengetragenen Fakten und der daraus gezogenen Schlüsse. So schrieb der Historiker und FAZ-Feuilletonleiter Nils Minkmar:

„Doch niemand […] ist auf die Sprengkraft dieses Buches vorbereitet. Es ist erschütternder als ein Krimi, denn es ist die glasklare, durch solide Quellen gestützte Beschreibung eines bis heute andauernden Staatsskandals. Mit einer irgendwie überemotionalisierten Verschwörungstheorie eines trauernden Sohnes hat dieses Werk nichts zu tun. […] Es ist ein weiterer, wichtiger Hinweis auf die immer noch zu wenig erforschten Verbindungen zwischen Linksterrorismus und Geheimdiensten, die in Italien seit Jahren für heftige Diskussionen sorgen. Ist es nicht auch hierzulande längst Zeit für eine Aufarbeitung der jüngeren Geschichte der Dienste? Michael Bubacks Vorwurf darf so nicht stehenbleiben. Es ist unerträglich anzunehmen, heute in Freiheit lebende Personen könnten über Wissen verfügen, das die deutsche Öffentlichkeit fundamental zu erschüttern vermochte.“

## Prozesse

### Nebenklage im Prozess gegen Verena Becker
Das Buch gilt als einer der Anlässe für den neuen Prozess gegen die Ex-Terroristin Verena Becker. Am 6. Juli 2012 schließlich wurde Becker wegen Beihilfe zum Mordanschlag auf Buback sowie zwei Begleiter des Generalbundesanwalts schuldig gesprochen und zu einer Freiheitsstrafe von vier Jahren verurteilt. Zweieinhalb Jahre galten aber bereits aufgrund einer früheren Verurteilung zu lebenslanger Haft als vollstreckt. Die Revision beim Bundesgerichtshof blieb erfolglos, das Urteil wurde somit rechtskräftig. Da zusätzlich auch die vier Monate Untersuchungshaft angerechnet wurden, verblieb eine Reststrafe von einem Jahr und zwei Monaten. Am 12. Februar 2014 setzte das OLG Stuttgart diese Reststrafe zur Bewährung aus.

### Ermittlungserzwingungsverfahren gegen Siegfried Haag
Weiter beantragten er und der Bruder des Ermordeten 2015 ein Ermittlungserzwingungsverfahren gegen das frühere RAF-Mitglied Siegfried Haag und eine weitere Person, deren Namen gegen Siegfried Haag auf einer Leseabschrift des handschriftlichen Originals abgeändert wurde. Sie scheiterten jedoch an den hohen formalen Zulässigkeitshürden dieser Verfahrensart.

## Schriften
- Der zweite Tod meines Vaters. Droemer Knaur Verlag, München. Erstauflage 2008; zweite erw. Aufl. Knaur Verlag München, 2009, ISBN 978-3-426-78234-7  mit einem neuen Kapitel zu weiteren Erkenntnissen.
- Wer erschoss Siegfried Buback? Zwischenbilanz der Nachforschungen von Michael Buback. Public Lounge Entertainment, Leonberg 2009, ISBN 978-3-9812822-1-4 (Hörbuch)
- „Der General muss weg!“ Siegfried Buback, die RAF und der Staat. Osburg Verlag, Hamburg 2019, ISBN 978-3-95510-211-1

## Rundfunkberichte
- Thomas Moser: „Anklageschrift und Gegengutachten“ – Besprechung von Der zweite Tod meines Vaters im Deutschlandfunk, 24. November 2008
- Wolfgang Heim: Michael Buback – Chemieprofessor und Sohn des früheren Generalbundesanwalt, SWR1 Leute von 7. April 2017